# サン＝ジャン＝ド＝ロール
サン＝ジャン＝ド＝ロール（仏: Saint-Jean-de-Laur）は、フランス南西部のロット県に属するコミューン。

## 地理
県の南東部、アヴェロン県との境付近に位置し、県都カオールから東へ30km、小郡の中心地のカジャルクから南へ8kmのところにある。丘陵地帯に街が築かれていて、建物のほとんどは屋根が茶色い。東にはアヴェロン県との境になっている山地がある。街から西へ行くと幹線道路のD19に合流できる。

## 行政
- 市長：ジャン＝ポール・エリー（Jean-Paul Elie、2008年から）
- 前市長：ミシェル・カルメット（Michel Calmettes、2001年から2008年）

## 人口の推移
| 1962年 | 1968年 | 1975年 | 1982年 | 1990年 | 1999年 | 2006年 |
| ------ | ------ | ------ | ------ | ------ | ------ | ------ |
| 135    | 154    | 141    | 179    | 174    | 177    | 200    |

INSEEより。